# Kurenai
«Kurenai» es una canción de la banda de rock japonesa X Japan escrita por Yoshiki. Se trata de una de las canciones más antiguas del grupo, que lleva interpretándola desde 1985, y de la que se han publicado varias versiones, la más importante como sencillo de debut en un gran sello el 1 de septiembre de 1989.
Es considerada junto con otras como «Endless Rain» y «Forever Love» como una de las canciones que llevaron a destacar a X Japan a nivel local e internacional.

## Lista de canciones
| N.º | Título                                  | Duración |  |
| 1.  | «Kurenai» (紅)                          | 5:49     |  |
| 2.  | «20th Century Boy (Live)» (T.Rex cover) | 2:54     |  |

## Créditos
- Toshi - voz
- Taiji - bajo
- Pata - guitarra
- Hide - guitarra
- Yoshiki - batería